# Аделаїда Сінклер
Аделаїда Гелен Ґрант Сінклер (16 січня 1900 – 30 листопада 1982) — канадська державна службовиця. Друга очільниця Виконавчої ради ЮНІСЕФ з 1951 по 1952, а з 1957 по 1967 — заступниця виконавчого директора з програм UNICEF, одна з найвисокопоставленіших жінок в Організації Об'єднаних Націй.

## Біографія
Народилася в Торонто в сім'ї доктора та місис Овертон Макдональд. Навчалася в Коледжі Герверґела, отримала ступінь бакалавра мистецтв з економіки в Університетський коледж Університету Торонто в 1922 та ступінь магістра мистецтв у 1925. В Університеті Торонто входила до жіночого сестринства Каппа Альфа Тета. У 1926 to 1929 роки навчалася в аспірантурі в Лондонській школі економіки та політичних наук, а в Берлінському університеті. Викладала економіку та політологію в Університеті Торонто.
1930 року вийшла заміж за Дональда Блека Сінклера, юриста з Торонто, він помер у 1038 році. У пари не було дітей.
Під час Другої світової війни була директоркою та тимчасовою командером Жіночих королівських ВМС Канади (WRCNS). У 1945 під час Новорічних Почестей їй надали звання Офіцера Ордена Британської імперії за її «невтомний запал та виняткові здібності, такт та розсуд в організації Жіночих королівських ВМС Канади в найбільш ефективну та найдисциплінованішу частину військ».
З 1946 по 1957 була виконавчою помічницею заступника міністра з Національного здоров'я та добробуту, а також представником Канади в ЮНІСЕФ. З 1957 до виходу на пенсію в 1967 була заступницею директора ЮНІСЕФ.
У 1967 надано звання Офіцера Ордена Канади. 1968 року їй присвоєно почесний ступінь від Університету Британської Колумбії.